# ESA 11
ESA 11 je elektronické stavědlo, které slouží k zabezpečení a řízení provozu ve stanicích s kolejovým rozvětvením. Zabezpečovací zařízení bylo vyvinuto českou firmou AŽD Praha.

## Obecně

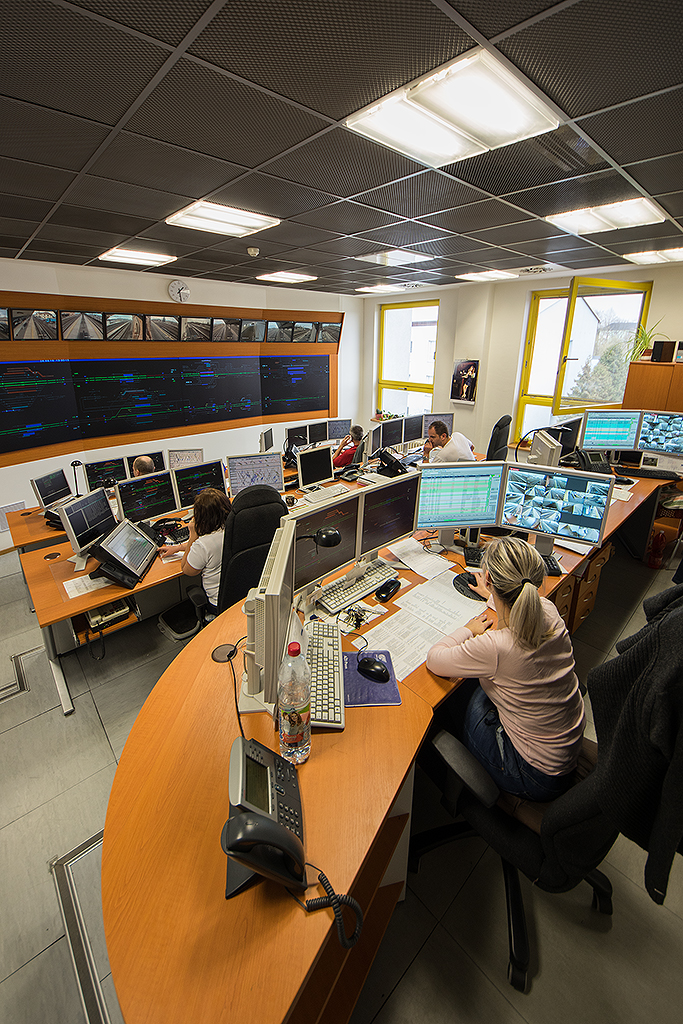
ESA 11 může být dálkově ovládána z CDP

ESA 11 je elektronické stavědlo s analogovým rozhraním k venkovním prvkům zabezpečovacího zařízení. To znamená, že prakticky všechny logické funkce stavědla jsou vykonávány počítačovou částí. Elektronické a reléové (může být použito i samostatné elektronické či reléové) spínače jsou použity jako spínače výkonového signálu k návěstním žárovkám, přestavníkům, kolejovým obvodům, pomocným stavědlům, elektromagnetickým zámkům a navazujícím reléovým zařízením.

## Technický popis
Umožňuje ovládat více něž 250 výhybkových jednotek, přičemž ovládaná oblast nemusí mít nutně charakter stanice (může zahrnovat více stanic, odbočky, nákladiště atd.). Více stavědel lze vzájemně spojovat. Kolejiště s větším rozsahem lze zabezpečit pomocí dvou nebo více zařízení ESA 11, případně kombinacemi zařízení ESA 11 a SZZ-ETB, přičemž obsluha může být soustředěna do jednoho obslužného pracoviště pomocí dálkového ovládání DOZ AŽD 1.
Má implementovány funkce pro zpracování a sledování čísel vlaků. Umožňuje připojení k systému dálkového ovládání zabezpečovacích zařízení (např. z centrálního dispečerského pracoviště) od AŽD Praha. Má plnou kompatibilitu se systémem ERTMS/ETCS (Level 1, Level 2). Může být doplněno graficko-technologickou nadstavbou (GTN), která je určena k automatizovanému vedení dopravní dokumentace. ESA 11 lze propojit i se stávajícími řídicími a informačními systémy ČD (ISOŘ, CEVIS, MIS atd.). Systém a interní diagnostika mohou být napojeny na diagnostický systém LDS. Zabezpečovací zařízení je vhodné i do oblastí se ztíženými klimatickými podmínkami.